# Nucleocosmocronología
La nucleocosmocronología o cosmocronología nuclear es una técnica utilizada para determinar escalas de tiempo de objetos y eventos astrofísicos. Compara las proporciones observadas de abundancias de pesados  nucleidos radioactivos y estables con las proporciones primordiales predichas por la teoría de la nucleosíntesis con el fin de calcular la edad de formación de los objetos astronómicos.
La nucleocosmocronología se ha utilizado para determinar la edad del Sol (4,57±0,02 mil millones de años) y del disco delgado galáctico (8,8±1,8 mil millones de años), entre otros. También se ha utilizado para estimar la edad de la propia Vía Láctea, como lo ejemplifica un estudio reciente de la estrella de Cayrel, situada en el halo galáctico, la cual, debido a su baja metalicidad, se cree que se formó al principio de la historia de la galaxia. Los factores limitantes de su precisión son la calidad de las observaciones de las estrellas tenues y la incertidumbre de las abundancias primigenias de los elementos de los procesos R.